# 小巧瘦猛水蚤
小巧瘦猛水蚤（学名：Bryocamptus minutus）为异足猛水蚤科瘦猛水蚤属的动物。分布于朝鲜南部、俄罗斯、整个欧洲、阿尔及利亚、北美洲以及中国大陆的云南等地，多栖息于各类型的水域中。
其种加词“minutus”意为“微小的”。